# Неферу II
Неферу II — дружина і сестра давньоєгипетського царя Ментухотепа II, який правив в 11-й династії, близько 2000 року до нашої ери.

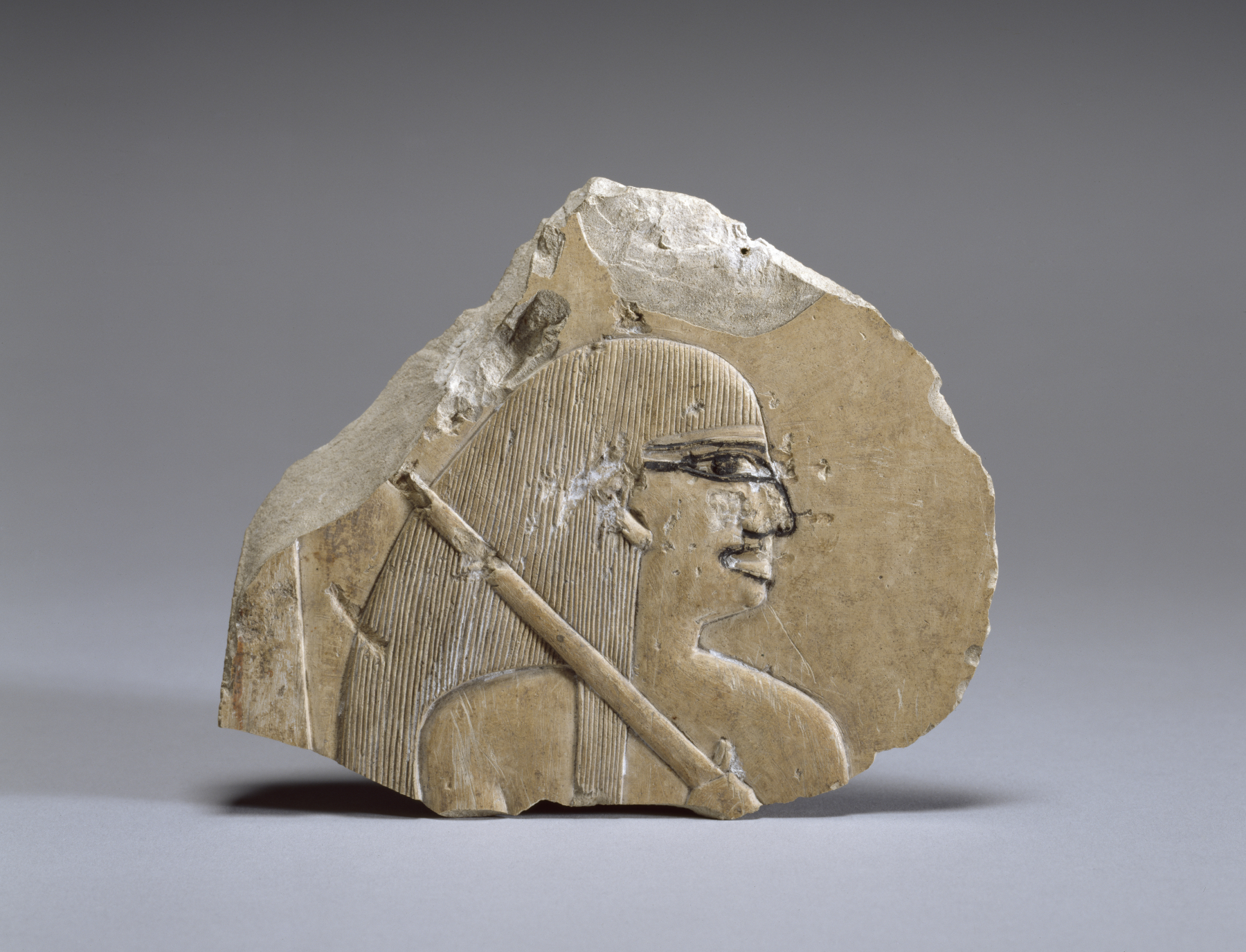
Рельєф жінки з парасолькою, знайдений у гробниці Неферу TT319. Художній музей Волтерса.

Неферу в основному відома з її гробниці (TT319) у Дейр-ель-Бахарі. Гробниця була знайдена сильно зруйнованою, але прикрашена похоронна камера добре збереглася, і було знайдено багато фрагментів рельєфів у каплиці-гробниці.
| nfr | nfr | nfr |

| nfr | nfr | nfr |

Її головними титулами були дружина царя і дочка царя. Написи в гробниці згадують, що вона була дочкою людини на ім'я Ях, швидше за все, матері царя Ях, яка була матір'ю царя Ментухотепа II. Тому вона була його сестрою. Відомо, що Ментухотеп II був сином царя Ініотефа III, який, швидше за все, був батьком Неферу.